# Tiariturris
Tiariturris là một chi ốc biển săn mồi cỡ nhỏ, là động vật thân mềm chân bụng sống ở biển trong họPseudomelatomidae.

## Các loài
Các loài thuộc chi Tiariturris bao gồm:
- Tiariturris libya
- Tiariturris spectabilis